# Януарій Зеновій Кисілевський
Зеновій Кисілевський (з 1925 о.Януарій нар. 3 травня 1893 - пом. 15 грудня 1974) - Монах ЧНІ (редемпторист)

## Біографія
Народився 3 травня 1893 р. Батько Володимир парох с.Гринівці (1856-1920), мати Олена (1865-1935). Одружився з Степанія Комаринська. Дружина померла 1925 р. 
Отримав духовні священня в 1920 р. єпископом Григорієм. З 1924 по 1938 рр. парох в селі Гринівці. З 1938 р. очолив Богородчанський деканат. В 1941 році очолив перехідний уряд під час нацистської окупації.
З поверненням адміністрації УРСР увязнений звільнений 1965 р.

## Пам'ять
Фільм Евакуйовані назавжди